# Mon Calamari
A Mon Calamari a Csillagok háborúja elképzelt univerzumának egyik bolygója. Napja a Daca. A Mon Calamari nevet az emberi faj adta a bolygónak, a bennszülöttek Dac néven ismerik.

## Leírása
A bolygó a világűrből fénylő kék/fehér színben tűnik fel a felszínét nagyrészt borító óceánok miatt.

## Élővilága
Több értelmes, vízi életmódot folytató faj él a bolygón, a filmekben ezek közül kettő kap szerepet: a gülüszemű, harcsaszájú mon calamari és a szája körül csápokkal rendelkező quarren.
A mon calamari faj fejlett technológiával rendelkezik, kedvelik a tudományokat és a művészeteket.
A mon calamari faj a vízben és a tengerparton is képes élni, a quarrenek a mély vizek lakói, akik csak ritkán és nagy nehézségek árán jönnek a felszínre. A mon calamari faj kulturálisan és technológiailag fejlettebb, a quarrenek elmaradottabbak.
A két faj közti kapcsolatot a források eltérően írják le. Képregények és videojátékok szerint a kapcsolat esetleges és mindig erőszakba torkollik. Az agresszív quarrenek gyűlölik a másik fajt és időről időre megtámadják őket a mélységből. A technikailag fejlettebb mon calamariaknak megvannak az eszközeik az ilyen támadások elhárítására, de nem tudják, hogyan lehetne azokat megállítani. [forrás?]
A Klónok háborúja c. animációs sorozat másképpen ábrázolta a két faj viszonyát: mindketten a népesebb és erősebb faj, a mon calamariak közül kikerülő király uralma alatt élnek, de a quarreneknek megvannak a saját jogaik és képviselőik a király által vezetett parlamentben; polgárháborúvá csak a szakadárok uszítására fajult el ez a viszony.

### További fajok
- kétéltű-hydrus
- cowell
- dac delfin
- démon-tintahal
- ördög-tintahal
- drejil
- óriás tintahal
- nagy sarki skra'akan
- keelkana
- khasva
- krakana
- moappa – medúzaszerű élőlény
- titan kantrey
- whaladon – cetek

## Történelme
|  | Alább a cselekmény részletei következnek! |

Y. e. 4500 -ban a quarrenek háborút indítottak a mon calamariak ellen, amit a mon calamariak megnyertek és majdnem teljesen kipusztították a quarreneket.
A quarrenek következő generációját gyakorlatilag a mon calamariak nevelték fel, megtanítva őket a mon calamariak értékrendjére.
A bolygót Y. e. 4166 -ban fedezték fel, amikor a lakói már a szomszédos csillagrendszereket derítették fel.
Y. e. 532 -ben sok quarrent és mon calamarit kényszermunkára hurcoltak a Lamaredd bolygóra. Ez egyike azon bolygóknak, ahol a fogathajtás népszerű volt.
Y. e. 529  körül a mon calamariakat és a quarreneket megkeresték a Hugo Bartyn által küldött verbuválók. Kinyilvánított szándékuk az volt, hogy a kétéltű halászok egy új várost hozzanak létre a Lamaredd bolygón és a szegénységben élő bennszülötteket ezzel az új lehetőséggel csábítsák el. Amikor azonban megérkeztek, rabszolgamunka várt rájuk.
A Klónháborúk idején a bolygót két ízben is megtámadta a Független Rendszerek Konföderációja. Először Dooku gróf pusztította a bolygót, majd a Quarren Izolációs Liga próbálta megdönteni a Mon Calamari Tanácsot.
A CIS egyik ügynöke, Riff Tamson, aki a Konföderáció követeként érkezett a bolygóra, meggyilkolta Yos Kolina királyt, és rávette a quarreneket, hogy taszítsák le a trónról fiát, az ifjú Lee-Char herceget. Öldöklő harc bontakozott ki a víz mélyén a konföderációs-quarren és a köztársasági-calamari csapatok között, melybe a Köztársaság oldalán még a gunganek is beszálltak. Azonban, amikor a markában érezte a bolygót, mivel sikerült foglyul ejtenie az ellenállás vezéreit; Tamson elárulta a quarreneket is, akik végül megértették, hogy egyedül kíván uralkodni a bolygó felett, így fellázadtak ellene, és visszahívták a calamari uralkodót. Lee-Char párharcban végzett Tamsonnal (The Clone Wars: Water War, és Gungan Attack c. ep.-ok).
A bolygó és rendszerének császári megszállása idején a mon calamariak ellenállási mozgalomba kezdtek, amely kezdetben sikertelen volt. Palpatine császár megtorlásként elrendelte három úszó város megsemmisítését. A császári támadásnak nem sikerült megtörnie a mon calamariak szellemét. Ehelyett a mon calamariak csatlakoztak a quarrenekhez nyílt felkelésben a megszállók ellen, és kiűzték a Birodalmiakat nem csak a bolygójukról és a saját rendszerükből, hanem az egész űrszektorból is.
Nem sokkal a felkelés után felkészítve a bolygót, hogy csatlakozzon a Lázadó Szövetséghez, a császári szenátor Timi Rotramel megpróbált más fajokat és rendszereket fellázítani a Birodalom ellen, azonban Rotramelt megölték, nem sokkal azután, hogy sikertelenül győzködte a Tiss'shar bolygót, hogy csatlakozzon a lázadáshoz. Feltehetően Darth Vader ölte meg, aki felfedezte, hogy titokban találkozott Tiss'shar elnökével, Si-Di-Ri-vel.
A birodalmi propaganda megpróbálta befeketíteni a mon calamariakat, hamisan azt állítva, hogy a galaktikus civilizáció csak a Galaktikus Birodalom idején fedezte fel a bolygót. Ezt az állítást a Birodalom polgárai közül sokan elhitték, ami dühítette a mon calamariakat.
A Birodalom elleni lázadás után a mon calamariak és a quarrenek csatlakoztak a Lázadó Szövetséghez, ez később értékes előnynek bizonyult a Galaktikus Polgárháborúban.
A mon calamariak, a hajóépítés mesterei, hatalmas hajókkal látták el a Szövetséget, amikre azoknak igen nagy szükségük volt. Ezeket a híres, a bolygó körül keringő mon calamari hajógyárakban állították elő, ahol a Szövetséghez való csatlakozás előtt csak utasszállító hajókat és mélyűri felderítőket építettek, békés természetüknek megfelelően. Azonban képesek voltak ezeknek a hajóknak a terveit átalakítani olyannyira, hogy azok megépítve felvehették a harcot a birodalmiak legnagyobb hajóival szemben is.
A háborús időszakban a mon calamariak és a quarrenek állandó fenyegetésben éltek a Birodalmi Flotta támadására számítva. A Szövetség erős jelenléte a rendszerben akár egy birodalmi osztag ellen is felvehette a harcot, de a Szövetség és a mon calamariak együtt sem voltak elég erősek ahhoz, hogy a birodalmiak nagyszabású támadását visszaverjék. A fő szövetségi flotta túl értékes volt ahhoz, hogy egy ilyen veszélyes akcióban részt vegyen.
1 ABY-ban a Birodalmi Hírszerzés kémeket küldött a bolygóra, hogy támadást készítsenek elő az úszó városok ellen, azonban a háború véget ért, mielőtt a tervet végrehajthatták volna.
Az endori csata idejére a Szövetségiek számos mon calamari csatacirkálóval tudták kiegészíteni a harcokban megtépázott flottájukat, ezek adták űrflottájuk gerincét. A flotta irányítója a mon calamari Ackbar admirális volt, aki egyben a Lázadó Szövetség katonai vezetőjének szerepét is átvette (az endori csatában a Felkelők megsemmisítették a második Halálcsillagot, fedélzetén az uralkodóval, ami a Birodalom végét jelentette).
Hat évvel azután, hogy a Lázadókat ellátták a győzelmet kivívó hajókkal, a mon calamariaknak újabb fenyegetéssel kellett szembenézniük, amikor Palpatine császár klónja leszállt a Byss bolygón, és elrendelte a mon calamariak megsemmisítését. A birodalmi „bolygófalók” már elpusztították Kee-Piru és Heurkea városát, és TIE-vadászokat okádtak magukból, miközben a calamari szárazföldi csapatok és a Lázadók kétéltű haderői sikertelenül próbálták megállítani őket. Az utolsó pillanatban R2-D2-nak sikerült egy olyan parancsot kiadnia, ami egymás ellen fordította a „bolygófalók”-at. A gépek roncsai elsüllyedtek a mélyben.
Mindössze egy évvel ez után a lázadó Natasi Daala admirális orbitális pályáról támadást indított a bolygó ellen, és lerombolta Reef Home City-t. Ackbar admirális briliáns ellentámadást indított, ami egy félig kész cirkáló feláldozásával megsemmisítette Daala egyik csillagrombolóját.
Később egy nőnemű mon calamari, Cilghal Luke Skywalker Jedi Akadémiáján tanult, és egyike lett a jedi lovagoknak.
|  | Itt a vége a cselekmény részletezésének! |

## Megjelenése a filmekben
- Star Wars VI. rész – A Jedi visszatér
- Star Wars III. rész – A sithek bosszúja
- Star Wars VII. rész – Az ébredő Erő
- Star Wars: A klónok háborúja

## Megjelenése videojátékokban
- Star Wars: Racer Revenge,
- Star Wars: Empire at War,
- Star Wars: Empire at War: Forces of Corruption,
- Star Wars: Rebellion,
- Star Wars: Rogue Squadron

## Megjelenése képregényekben
- Star Wars: Darth Vader (Legendák),
- Star Wars: Republic 50: The Defense of Kamino

## Megjelenése sorozatokban
- Star Wars: A klónok háborúja (televíziós sorozat)
- Star Wars: Lázadók (animációs sorozat)

## Ismert személyek
- Ackbar admirális, a Lázadók tábornoka és legfőbb parancsnoka a második Halálcsillag ellen indított csatában az Endor hold fölött.

## Ismert szenátorok

### A Régi Köztársaság és a Birodalom képviselői
- Tikkes (—Y. e. 22)
- Tundra Dowmeia (Y. e. 22–Y. e. 20)
- Meena Tills (Y. e. 20 – ?)
- Timi Rotramel

### Az Új Köztársaság és a Galaktikus Szövetség képviselői
- Ackbar (Y. u. 5–Y. u. 7)
- Q-Varx (Y. u. 7 legalább Y. u. 13-ig)
- Cilghal (?— Y. u. 23 körül)
- Pwoe (Y. u. 23 körül–Y. u. 27)
- Gron Marrab (Y. u. 27 – ?)
- Gial Gahan (Y. u. 130 körül)

## Háttérinformációk
A bővebb Csillagok háborúja univerzumban a bolygónak legalább négy megnevezése létezik.
1982-ben a Bantha Tracks kiadványban Dac néven hivatkoznak rá.
Későbbi források, mint a Dark Empire és a Jedi Academy Trilogy, a bolygóra a Calamari néven hivatkoznak. Az ezt követő években megjelent források már Mon Calamari néven említik. A zavart fokozandó az Assault at Selonia c. könyv a Mons Calamari nevet használja. Mivel a bennszülött faj neve is Mon Calamari, ezért magát a bolygót Mon Cala néven is említik.
A Geonosis and the Outer Rim Worlds c. szerepjáték-kiegészítő következetesen a Dac nevet használja, és megemlíti, hogy ez a bennszülöttek által adott név.
A Star Wars: Rebellion című PC-játék tévesen helyezi a bolygót a Sluis Szektorba, a galaxis Magjába. A Sluis Szektor ugyanis a Külső Peremen helyezkedik el. Ezen felül a játékban lévő enciklopédia tévesen állítja, hogy a bolygót először a birodalmiak fedezték fel.
A „mon calamari” kifejezés olaszul szó szerint annyit jelent: „az én tintahalam”.

## Fordítás
- Ez a szócikk részben vagy egészben  a   Mon Calamari (planet) című angol Wikipédia-szócikk fordításán alapul.  Az eredeti cikk szerkesztőit annak laptörténete sorolja fel. Ez a jelzés csupán a megfogalmazás eredetét és a szerzői jogokat jelzi, nem szolgál a cikkben szereplő információk forrásmegjelöléseként.